# Matthieu Tomassi
Matthieu Tomassi, né le 21 mars 1995 à Pau, est un athlète français, spécialiste du saut en hauteur. 

## Carrière
Deuxième du concours de saut en hauteur aux Championnats de France d'athlétisme en salle 2017 à Bordeaux, il est sacré champion de France de la discipline aux Championnats de France d'athlétisme en salle 2019 à Miramas.

## Palmarès
- Championnats de France d'athlétisme en salle :
  - Saut en hauteur : vainqueur en 2017, 2019 et 2023